# Persvavelsyra
Persvavelsyra, även känd som peroxisvavelsyra och Caros syra är en oxosyra av svavel som innehåller en peroxidgrupp. Den har kemisk formel H2SO5. Syrans salter kallas persulfater.

## Historia
Persvavelsyra upptäcktes år 1898 av den tyske kemisten Heinrich Caro under sitt arbete på BASF. Det är efter honom som syran kallas Caros syra.

## Framställning
Persvavelsyra tillverkas industriellt genom att tillsätta väteperoxid (H2O2) till svavelsyra (H2SO4).
{\displaystyle {\rm {H_{2}O_{2}+H_{2}SO_{4}\leftrightharpoons H_{2}SO_{5}+H_{2}O}}}
Resultatet kallas Piranha-lösning och är en jämvikt mellan väteperoxid, svavelsyra, persvavelsyra och vatten.
Persvavelsyra kan också framställas genom att reagera klorsvavelsyra (HSO3Cl) med väteperoxid.
{\displaystyle {\rm {H_{2}O_{2}+HSO_{3}Cl\leftrightharpoons H_{2}SO_{5}+HCl}}}

## Användning
Persvavelsyra har använts som desinfektions- och rengöringsmedel, till exempel för rengöring av simbassänger.
Den används också som oxidationsmedel, men eftersom syran är instabil är det vanligare att dess salter används i stället.